# 11 سبتمبر
- السبت
- الأحد
- الاثنين
- الثلاثاء
- الأربعاء
- الخميس
- الجمعة

- 307 ربيع الأول 1447  هـ
- 318 ربيع الأول 1447  هـ
- 19 ربيع الأول 1447  هـ
- 210 ربيع الأول 1447  هـ
- 311 ربيع الأول 1447  هـ
- 412 ربيع الأول 1447  هـ
- 513 ربيع الأول 1447  هـ
- 614 ربيع الأول 1447  هـ
- 715 ربيع الأول 1447  هـ
- 816 ربيع الأول 1447  هـ
- 917 ربيع الأول 1447  هـ
- 1018 ربيع الأول 1447  هـ
- 1119 ربيع الأول 1447  هـ
- 1220 ربيع الأول 1447  هـ
- 1321 ربيع الأول 1447  هـ
- 1422 ربيع الأول 1447  هـ
- 1523 ربيع الأول 1447  هـ
- 1624 ربيع الأول 1447  هـ
- 1725 ربيع الأول 1447  هـ
- 1826 ربيع الأول 1447  هـ
- 1927 ربيع الأول 1447  هـ
- 2028 ربيع الأول 1447  هـ
- 2129 ربيع الأول 1447  هـ
- 2230 ربيع الأول 1447  هـ
- 231 ربيع الآخر 1447  هـ
- 242 ربيع الآخر 1447  هـ
- 253 ربيع الآخر 1447  هـ
- 264 ربيع الآخر 1447  هـ
- 275 ربيع الآخر 1447  هـ
- 286 ربيع الآخر 1447  هـ
- 297 ربيع الآخر 1447  هـ
- 308 ربيع الآخر 1447  هـ
- 19 ربيع الآخر 1447  هـ
- 210 ربيع الآخر 1447  هـ
- 311 ربيع الآخر 1447  هـ

11 سبتمبر أو 11 أيلول أو يوم 11 \ 9 (اليوم الحادي عشر من الشهر التاسع) هو اليوم الرابع والخمسون بعد المئتين (254) من السنوات البسيطة، أو اليوم الخامس والخمسون بعد المئتين (255) من السنوات الكبيسة وفقًا للتقويم الميلادي الغربي (الغريغوري). يبقى بعده 111 يوما لانتهاء السنة.

## أحداث
- 1118 - حصار الصليبيين لمدينة صور وهزيمة الفاطميين والسلاجقة أمام الصليبيين واستيلاء الفرنج على المدينة.
- 1840 - بريطانيا تقصف بيروت لإرغام محمد علي باشا على ترك الشام.
- 1926 - الزعيم الإيطالي بينيتو موسوليني يتعرض لمحاولة اغتيال فاشلة.[بحاجة لمصدر]
- 1929 - وقوع معركة أم رضمة بين حركة الإخوان النجدية المكونة من قبيلة مطير من جهة، وبين مملكة نجد والحجاز وملحقاتها تساندها أكثر من 4 قبائل من جهة أخرى.
- 1930 - بركان سترومبولي بجزيرة صقلية يثور ويلقي بحمم بركانية تصل إلى طنين، وكانت تلك هي أكثر ثوراته تدميرًا على امتداد تاريخه المسجل.
- 1931 - الإيطاليون يلقون القبض على المجاهد الليبي عمر المختار وهو مصاب ينزف دمًا.
- 1945 -
  - بدء أعمال «مؤتمر الخمسة» في لندن بين الولايات المتحدة والاتحاد السوفيتي والصين وإنجلترا وفرنسا.
  - رئيس وزراء اليابان الأسبق هيديكي توجو يحاول الانتحار.
- 1950 - الأمريكية فلورانس تشادويك تصبح أول سيدة في العالم تعبر بحر المانش.
- 1953 - سلطان المغرب محمد بن عرفة يتعرض لمحاولة إغتيال فاشلة على يد علال بن عبد الله.
- 1962 - وكالة تاس السوفيتية تعلن ولأول مرة عن مجموعة الصواريخ السوفيتية متوسطة المدى التي نصبها السوفيت في الأراضي الكوبية.
- 1964 - ختام أعمال مؤتمر القمة العربي في الإسكندرية والذي دعا إليه الرئيس جمال عبد الناصر، وكانت هذه القمة هي ثاني قمة عربية.
- 1971 - انضمام البحرين وقطر إلى جامعة الدول العربية.
- 1973 - انقلاب عسكري في تشيلي بقياده قادة الجيش وعلى رأسهم أوغستو بينوشيه يطيح بالرئيس سلفادور أليندي، وأدى الانقلاب إلى مقتله بظروف غامضة في القصر الجمهوري المحاصر.
- 1990 - الرئيس الأمريكي جورج بوش يلقي خطابًا عبر التلفزيون يهدد فيه باستخدام القوة لطرد الجنود العراقيين من الكويت التي غزاها العراق في 2 أغسطس.
- 1991 - الإتحاد السوفييتي يعلن عن سحب القوات السوفيتية من كوبا وينهي تقديم المعونات الإقتصادية لها.
- 2001 - هجوم بالطائرات يستهدف مبنى مركز التجارة العالمي في نيويورك ومبنى وزارة الدفاع في فيرجينيا، وأشارت أصابع الاتهام إلى تنظيم القاعدة بقيادة أسامة بن لادن وأيمن الظواهري.
- 2005 -
  - القوات الإسرائيلية تكمل انسحابها أحادي الجانب من قطاع غزة.
  - قاضي في المحكمة الفيدرالية بولاية أوريغون يعلن إسقاط شامل لجميع التهم الموجهة إلى مكتب مؤسسة الحرمين الخيرية في الولاية وعدم أحقية الحكومة في رفع القضية مستقبلًا بنفس التهم.
- 2015 -
  - حزب العمل الشعبي الحاكم في سنغافورة يفوز بالانتخابات التشريعيَّة، بقيادة لي هسين لونغ.
  - سقوط رافعة في الحرم المكي نتيجة العواصف الرعدية الشديدة التي ضربت مكة، والدفاع المدني السعودي يعلن مقتل 107 أشخاص وإصابة 238 آخرين نتيجة ذلك.
- 2020 - إسرائيل والبحرين تعلنان اتفاقًا لتطبيع العلاقات بين الدولتين.
- 2022 - مصرع 7 أشخاص وإصابة 24 آخرين إثر وقوع زلزال ضرب مقاطعة موروب في بابوا غينيا الجديدة بلغت قوته 7.6 بمقياس ريختر.

## مواليد
- 1816 - كارل زيس، عالم ألماني ومخترع المجهر والعدسات البصرية.
- 1885 - ديفيد هربرت لورانس، أديب إنجليزي.
- 1908 - عمار سميسم، فقيه جعفري وقاضي شرعي عراقي.
- 1917 - فرديناند ماركوس، رئيس الفلبين العاشر.
- 1930 - صالح سليم، ممثل ولاعب كرة قدم مصري.
- 1935 - تهاني راشد، ممثلة مصرية.
- 1937 - الملكة باولا، زوجة ألبير الثاني ملك بلجيكا.
- 1943 -
  - خالد عبد الله الصقعبي، ممثل كويتي.
  - خليفة خليفوه، ممثل كويتي.
- 1945 - فرانز بيكنباور، لاعب ومدرب كرة قدم ألماني.
- 1957 - بريبن إلكيير لارسن، لاعب كرة قدم دنماركي.
- 1960 - أشرف عبد الباقي، ممثل مصري.
- 1962 - خوليو ساليناس، لاعب كرة قدم إسباني.
- 1965 - بشار الأسد، رئيس الجمهورية العربية السورية.
- 1978 - ديان ستانكوفيتش، لاعب كرة قدم صربي.
- 1979 -
  - ديفيد بيتزارو، لاعب كرة قدم من تشيلي.
  - إريك أبيدال، لاعب كرة قدم فرنسي.
- 1981 - أندريا دوسينا، لاعب كرة قدم إيطالي.
- 1986 - إسماعيل عبد اللطيف، لاعب كرة قدم بحريني.
- 1991 - أمير كردي، لاعب كرة قدم يوناني.

## وفيات
- 1227 - أوليفر من بادربورن، أسقف ألماني شارك في الحملة الصليبية الخامسة.
- 1733 - فرانسوا كوبران، مؤلف موسيقي فرنسي.
- 1823 - دافيد ريكاردو، اقتصادي بريطاني.
- 1865 - لويس لاموريسيير، عسكري فرنسي.
- 1873 - السلطان محمد بن عبد الرحمن، سلطان مغربي من الأسرة العلوية.
- 1888 - دومينجو فاوستينو سارمينتو، رئيس الأرجنتين.
- 1929 - عبد العزيز بن فيصل الدويش، قائد حركة الإخوان.
- 1948 - محمد علي جناح، مؤسس دولة باكستان.
- 1950 - جون سموتس، رئيس وزراء جنوب أفريقيا.
- 1971 - نيكيتا خروتشوف، رئيس الاتحاد السوفيتي.
- 1973 - سلفادور أليندي، رئيس جمهورية تشيلي.
- 1994 - جيسيكا تاندي، ممثلة بريطانية.
- 1999 - المشير محمد علي فهمي، عسكري مصري.
- 2003 - آنا ليند، وزيرة خارجية السويد.
- 2004 - ماهر عبد الله، صحفي ومقدم برامج فلسطيني.
- 2007 - إيان بورترفيلد، لاعب ومدرب كرة قدم اسكتلندي.
- 2010 - محمد فتحي عثمان، مفكر إسلامي مصري.
- 2012 - كريستوفر ستيفنز، دبلوماسي أمريكي.
- 2018 - كلثوم نواز سياسية باكستانية وزوجة رئيس الوزراء نواز شريف.
- 2020 - ناظم شاكر، لاعب ومدرب المنتخب العراقي سابقا.
- 2022 -
  - حدو جدور، عداء مغربي.
  - آلان تانر، مخرج أفلام سويسري.
  - محمد البدوي، كاتب تونسي.
  - خافيير مارياس، كاتب روائي إسباني.
  - محمد علي شمس الدين، أديب وشاعر لبناني.

## أعياد ومناسبات
- رأس السنة في التقويم القبطي.
- رأس السنة في التقويم الإثيوبي.
- اليوم الوطني في منطقة كتالونيا.
- يوم المعلم في أمريكا اللاتينية.

## وصلات خارجية
- وكالة الأنباء القطريَّة: حدث في مثل هذا اليوم.
- النيويورك تايمز: حدث في مثل هذا اليوم.
- BBC: حدث في مثل هذا اليوم.